# Hymne de la Nouvelle-Russie
Jivi, Novorossia ! était l'hymne national  du projet d'État sécessionniste de la Nouvelle-Russie issu de l'union de la république populaire de Donetsk et de la république populaire de Lougansk dans le contexte de la guerre du Donbass et de la crise ukrainienne. Il possède la même mélodie que l'hymne de la République socialiste soviétique d'Ukraine alors en vigueur de 1949 à 1991. Il y a trois couplets. Le premier et le dernier sont en russe et le deuxième est en ukrainien.
Il a été abandonné de facto en mai 2015 à la suite de l'abandon du projet d'union.

## Paroles
« Мы — Новая Русь, сквозь пожары и грозы

Под небом огромным мы счастье нашли.

Меж равными равные волею божьей

Свободные люди свободной земли.

Слава народу творящему, слава!

Слава Отчизне, взлелеявшей нас!

Живи, Новороссия, наша держава,

Сплоченная силой народов и рас.

Нам завжди у битвах за долю народу

Був другом і братом сусідній народ.

Веде нас Господь переможним походом

Під прапором віри до світлих висот.

Слава народу завзятому, слава!

Слава вітчизні на віки віків!

Живи, Нова Русь, ти шляхетна держава,

Єдина родина народів-братів.

Священный союз городов и селений,

Мы Родину славим победами вновь.

В счастливое время великих свершений

На мирной земле торжествует Любовь.

Слава народу творящему, слава!

Слава отчизне, взлелеявшей нас!

Живи, Новороссия, наша держава,

Сплоченная силой народов и рас. »
« Nous sommes la Nouvelle Rus’, à travers les incendies et les orages

Sous l’énorme ciel, nous avons trouvé le bonheur.

Égaux entre pairs par la volonté de Dieu

Est un peuple libre d’une terre libre.

Gloire au peuple créateur, gloire !

Gloire à la Patrie qui nous a chéris !

Vis, Nouvelle-Russie, notre état souverain,

Unie par la force des peuples et des races.

Pour nous, de tous temps, dans les batailles pour le destin du peuple

Le peuple voisin était un ami et un frère.

Conduis-nous, Seigneur, dans une marche triomphante

Sous la bannière de la foi dans les sommets radieux.

Gloire au peuple zélé, gloire !

Gloire à la patrie pour les siècles des siècles !

Vive la Nouvelle Russie, tu es un noble État,

La famille unifiée de nations-frères.

Sainte union des villes et villages,

Nous glorifions à nouveau la Patrie de victoires.

Dans un moment heureux de grands accomplissements

Sur la terre paisible triomphe l'Amour.

Gloire au peuple créateur, gloire !

Gloire à la Patrie qui nous a chéris !

Vis, Nouvelle-Russie, notre état souverain,

Unie par la force des peuples et des races. »